# إرنست نويل
إرنست نويل (بالإنجليزية: Ernest Noel)‏ هو سياسي بريطاني (وحمل سابقاً جنسية المملكة المتحدة لبريطانيا العظمى وأيرلندا)، ولد في 18 أغسطس 1831، وتوفي في 20 مايو 1931. حزبياً، نشط في الحزب الليبرالي. في الانتخابات العمومية البريطانية 1874 ‏، انتخب عضو برلمان المملكة المتحدة الـ21 عن دائرة Dumfries Burghs (UK Parliament constituency) ‏ (31 يناير 1874 – 24 مارس 1880) وفي الانتخابات العمومية البريطانية 1880 ‏، انتخب عضو برلمان المملكة المتحدة الـ22 عن دائرة Dumfries Burghs (UK Parliament constituency) ‏ (31 مارس 1880 – 18 نوفمبر 1885) وفي الانتخابات العمومية البريطانية 1885 ‏، انتخب عضو برلمان المملكة المتحدة الـ23 عن دائرة Dumfries Burghs (UK Parliament constituency) ‏ (24 نوفمبر 1885 – 26 يونيو 1886).